# Tifra
Tifra (în arabă تيفرة) este o comună din provincia Béjaïa, Algeria.
Populația comunei este de 8.400 locuitori (2008).